# Сунамгандж (округ)
Сунамгандж (бенг. সুনামগঞ্জ; англ. Sunamganj District) — округ в центральной части Бангладеш, в области Силхет. Административный центр — город Сунамгандж. Площадь округа — 3670 км². По данным переписи 2001 года население округа составляло 1 968 669 человек. 83,62 % населения округа исповедовало ислам, 15,95 % — индуизм.

## Административно-территориальное деление
Округ состоит из 11 подокругов (upazilas).
Подокруга (центр)
1. Бишвамварпур (Бишвамварпур)
2. Чхатак (Чхатак )
3. Дерай (Дерай)
4. Дхармапаша (Дхармапаша)
5. Доварабазар (Доварабазар)
6. Джаганнатхпур (Джаганнатхпур)
7. Джамалгандж (Джамалгандж)
8. Суллах (Суллах)
9. Сунамгандж-Садар (Сунамгандж)
10. Тахирпур (Тахирпур )
11. Южный Сунамгандж